# Crkva sv. Ivana Krstitelja u Hvaru
Crkva sv. Ivana Krstitelja, crkva u Hvaru, zaštićeno kulturno dobro

## Opis dobra
Crkva sv. Ivana Krstitelja izgrađena je u Hvaru u predjelu Groda, u središnjemu dijelu stambenoga bloka kojem je na sjeveru izgrađena gotička crkva sv. Duha. Renesansna crkva sagrađena je vjerojatno krajem 15. ili početkom 16. stoljeća. Crkva sv. Ivana Krstitelja unatoč oštećenjima predstavlja lijep primjer renesansne sakralne građevine, kao i urbanističke interpolacije sakralne građevine u stambeni blok dominantno gotičkoga graditeljstva.

## Zaštita
Pod oznakom Z-6710 zavedena je kao nepokretno kulturno dobro - pojedinačno, pravna statusa zaštićena kulturnog dobra, klasificirano kao "sakralna graditeljska baština".